# Кім Джин Хьон
Кім Джин Хьон (кор. 김진현 [kim.dʑin.ɦjʌn], нар. 6 липня 1987, Сувон) — південнокорейський футболіст, воротар клубу «Сересо Осака» та національної збірної Південної Кореї.

## Клубна кар'єра
З 2006 року виступав за студентську футбольну команду Університету Донггук.
У дорослому футболі дебютував 2009 року виступами за команду клубу «Сересо Осака», де відразу став основним воротарем і у першому ж сезоні допоміг команді вийти у Перший дивізіон Джей-ліги. 2014 року команда знову вилетіла в другий дивізіон, тим не менше Кім залишився в команді і допоміг їй 2016 року знову вийти в еліту. 2017 року Кім виграв з командою перший трофей — Кубок Джей-ліги.

## Виступи за збірні
Протягом 2005—2007 років залучався до складу молодіжної збірної Південної Кореї. У її складі був учасником чемпіонату Азії U-19 2006 року і  молодіжного чемпіонату світу U-20 2007 року. На світовій першості Кім був основним воротарем, зігравши у всіх трьох матчах, проте збірна зайняла останнє місце в групі. Всього на молодіжному рівні Кім зіграв у 15 офіційних матчах.
У січні 2011 року був включений у заявку національної збірної Південної Кореї на кубок Азії 2011 року у Катарі, на якому команда здобула бронзові нагороди, проте був запасним воротарем і на поле не виходив. Лише 30 травня 2012 року Кім Джин Хьон дебютував в офіційних іграх у складі національної збірної в товариському матчі проти збірної Іспанії (1:4). З середини 2014 року Кім став основним воротарем національної збірної.
Наступного року у складі збірної був учасником кубка Азії з футболу 2015 року в Австралії, де відстояв в усіх матчах, за винятком гри проти Кувейту. Він зберігав ворота на замку протягом усього турніру, поки у фіналі проти Австралії (1:2) він не пропустив два голи в програному матчі, ставши срібним призером турніру.

## Титули і досягнення
- Володар Кубка Імператора (1):

«Сересо Осака»: 2017
- Володар Кубка Джей-ліги (1):

«Сересо Осака»: 2017
- Володар Суперкубка Японії (1):

«Сересо Осака»: 2018
Збірні
- Срібний призер Кубка Азії: 2015
- Бронзовий призер Кубка Азії: 2011
- Переможець Кубка Східної Азії: 2017